# SN 2011ic
SN 2011ic – supernowa typu Ia odkryta 18 listopada 2011 roku w galaktyce A101533-2035. W momencie odkrycia miała maksymalną jasność 16,00m.